# Pattinaggio di figura ai IX Giochi asiatici invernali - Singolo maschile
La gara del singolo maschile si è svolta dall'11 al 13 febbraio 2024 al Heilongjiang Ice Events Training Centre Multifunctional Hall di Harbin, in Cina.

## Risultati
| Rank | Atleta               | Nazione        | SP     | FS     | Totale |
| ---- | -------------------- | -------------- | ------ | ------ | ------ |
| 1    | Cha Jun-hwan         | Corea del Sud  | 94.09  | 187.60 | 281.69 |
| 1    | Yuma Kagiyama        | Giappone       | 103.81 | 168.95 | 272.76 |
| 2    | Mikhail Shaidorov    | Kazakistan     | 76.75  | 169.26 | 246.01 |
| 4    | Dai Daiwei           | Cina           | 82.89  | 155.94 | 238.83 |
| 5    | Shun Sato            | Giappone       | 70.02  | 162.08 | 232.10 |
| 6    | Ro Yong-myong        | Corea del Nord | 68.51  | 136.65 | 205.16 |
| 7    | Chen Yudong          | Cina           | 67.52  | 135.80 | 203.32 |
| 8    | Li Yu-Hsiang         | Taipei cinese  | 57.38  | 129.88 | 187.26 |
| 9    | Dias Jirenbayev      | Kazakistan     | 65.56  | 120.62 | 186.18 |
| 10   | Paolo Borromeo       | Filippine      | 61.11  | 117.85 | 178.96 |
| 11   | Heung Lai Jarke Zhao | Hong Kong      | 54.52  | 102.50 | 157.02 |
| 12   | Lap Kan Lincoln Yuen | Hong Kong      | 54.24  | 101.38 | 155.62 |
| 13   | Ze Zeng Fang         | Malaysia       | 51.49  | 94.71  | 146.20 |
| 14   | Low Chun Hong        | Malaysia       | 26.75  | 58.17  | 84.92  |
| 15   | Manjesh Tiwari       | India          | 28.15  | 48.26  | 76.41  |
| -    | Kim Hyun-gyeom       | Corea del Sud  | 58.22  | WD     | WD     |